# Said Husejinović
Said Husejinović (Zvornik, 13. svibnja 1988.) bosanskohercegovački je nogometaš koji trenutačno igra za bosanskohercegovački klub Sloboda Tuzla.

## Klupska karijera
Igrač je nogometnu karijeru započeo u tuzlanskoj Slobodi za koju je u prvoj momčadi debitirao sa 17 godina. Sjajna, atraktivna igra dovela ga je do toga da postane i najmlađi kapetan momčadi s Tušnja. Prvi su ga zapazili skauti Partizana, ali mu roditelji nisu dopustili odlazak u Beograd.
1. srpnja 2008. službeno je objavljeno kako je Sloboda prodala Husejinovića njemačkom Werder Bremenu za 900.000 eura. U klubu je odigrao svega deset bundesligaških utakmica dok je 2009. bio na posudbi u Kaiserslauternu tijekom ljetnog dijela sezone.
Nakon neuspjeha u Njemačkoj, Said je raskinuo s Werderom te se 16. ožujka 2012. vraća u BiH gdje potpisuje za Sarajevo. Odličnim igrama postao je ljubimac navijača kluba dok je najupečatljiviji postao u utakmici Europske lige gdje je zabio dva pogotka bugarskom Levskiju za konačnu 3:1 pobjedu.
Zbog dobrih nastupa htio ga je dovesti CSKA iz Sofije s kojim je već potpisao predugovor. Međutim, izbila je velika pobuna u svlačionici kluba zbog potencijalnih igračevih primanja tako da ugovor u konačnici nije realiziran.
Umjesto u Bugarsku, igrač je otišao u Hrvatsku gdje je 4. siječnja 2012. potpisao petogodišnji ugovor za Dinamo Zagreb. Tada je izjavio: "Imao sam ponude još nekih klubova, no kada sam čuo da me želi Dinamo - znao sam točno gdje želim nastaviti karijeru. Dinamo je najveći klub s ovih prostora, dominira u Hrvatskoj te igra u Ligi prvaka i bit će mi čast nositi dres zagrebačkog kluba. Što se tiče momčadi, dobro znam kakva me konkurencija čeka u Maksimiru, ali to je normalno za klub takve kvalitete i vjerujem u sebe".
U lipnju 2016. je se Husejinović vratio u FK Sarajevo.

## Reprezentativna karijera
Said Husejinović je dosad ostvario nekoliko nastupa za bosanskohercegovačku U21 i seniorsku reprezentaciju. Miroslav Blažević ga je tijekom svojeg izborničkog mandata dva puta pozivao u reprezentaciju ali ga nije uvodio u igru. Zbog toga se Said zainatio te je izjavio da neće nastupati za reprezentaciju dok ju vodi Blažević. Onda je izjavio: "Ne sviđa mi se taj čovjek. Nije stvar samo u grijanju tribine, ali ruku na srce, mogao mi je dati da odigram bar dvije-tri minute. Reprezentacija igra sjajno, želim joj svu sreću i plasman na Svjetsko prvenstvo 2010. godine, ali dok je Blažević tu, nemam mnogo izbora".

## Priznanja

### Klupska
Dinamo Zagreb
- Prvak Hrvatske (2): 2012./13., 2013./14.

## Vanjske poveznice
- Fussballdaten.de
- Transfermarkt.de